# Разак, Карим Абдул
Карим Абдул Разак Танко (англ. Karim Abdul Razak Tanko; 18 апреля 1956, Кумаси) — ганский футболист, полузащитник. Один из лучших футболистов в истории сборной Ганы. Победитель Кубка африканских наций 1978 года. В опросе 1999 года, проведённом МФФИИС для выбора лучших футболистов 20-го века, Разак занял 31-е место среди африканских игроков. В 2007 году через Интернет-голосование он вошёл в число 30 лучших африканских футболистов за последние 50 лет.

## Клубная карьера
Разак родился в Кумаси в семье Альхаджи Абдул Кариму и Хаджи Ишату. Он учился в начальной школе Асем Бой. Разак начал свою карьеру в местной молодёжной команде по футболу, прежде чем перебраться в «Корнерстоунс» в 1972 году. В 1975 году он переехал в самый успешный клуб Ганы «Асанте Котоко». После четырёхлетнего периода с «Асанте Котоко», во время которого Разак стал призываться в национальную сборную Ганы и в её составе был признан в 1978 году Африканским футболистом года. Своей игрой за эту команду привлёк внимание представителей тренерского штаба клуба «Нью-Йорк Космос» из NASL, где он играл вместе с бывшими победителями Кубка мира Францем Беккенбауэром и Карлосом Альберто. В 1981 году, так и не закрепившись в нью-йоркском клубе, ганский форвард решил вернуться на родину, подписав контракт со своим бывшим клубом «Асанте Котоко». После того, как проведя один год за «Асанте Котоко» и выиграв в первом же сезоне с командой чемпионат Ганы, Разак переехал в клуб из ОАЭ «Аль-Айн», где он провёл два сезона. Затем он подписал контракт с клубом «Эраб Контракторс», где он провёл следующие два года своей игровой карьеры. В 1985 году Разак снова вернулся в «Асанте Котоко», с которым он дважды стал чемпионом Ганы в 1986 и 1987 годах. В 1988 году Разак переехал в ивуарийский клуб «Африка Спорт». С клубом он выиграл национальный чемпионат, кубок и суперкубок Кот-д'Ивуара. В 1990 году Разак завершил карьеру.

## Международная карьера
В 1975 году Разак дебютировал в официальных матчах в составе национальной сборной Ганы. В 1978 году Разак со сборной участвовал в Кубке африканских наций. Он забил на турнире два победных гола — один в ворота Замбии на групповой стадии, а другой Тунису в полуфинале. В финале Гана одолела Уганду, выиграв свой 3-й континентальный титул. В значительной степени благодаря его вкладу в победу в Кубке африканских наций, несколько месяцев спустя Разак был назван африканским футболистом года, став вторым из трёх ганских игроков когда-либо выигравших эту награду. В 1984 году Разак со сборной участвовал в Кубке африканских наций, однако на этот раз он не забивал, а Гана не смогла выйти из группы. Разак выступал за сборную Ганы с 1975 по 1988 годы, в которых сыграл 70 матчей и забил 25 мячей.

## Тренерская карьера
После ухода из футбола как игрока, Разак, который стал играющим тренером ещё в «Аль-Айне», начал свою тренерскую карьеру, будучи во главе нескольких полупрофессиональных тоголезских клубов, прежде чем перейти в бенинский «Драгонс де л’Уэме». В 2000 году он был назначен помощником тренера сборной Ганы. После ухода из ганской сборной Разак отправился в Мали, где тренировал «Стад Мальен» с перерывами до 2012 года, выиграв за это время чемпионат, кубок и суперкубок Мали.

## Достижения

### Игрока
Командные
 Асанте Котоко
- Чемпион Ганы (3): 1981, 1986, 1987
- Обладатель Кубка Ганы (1): 1978

 Аль-Айн
- Победитель Объединённого кубка лиги (1): 1983

 Африка Спорт
- Чемпион Кот-д'Ивуара (1): 1989
- Обладатель Кубка Кот-д'Ивуара (1): 1989
- Обладатель Суперубка Кот-д'Ивуара (1): 1989

 Сборная Ганы
- Победитель Кубка африканских наций (1): 1978

Личные
- Футболист года в Африке (1): 1978
- Футболист года в Гане (1): 1978
- Лучший игрок Кубка африканских наций (1): 1978

### Тренера
Стад Мальен
- Чемпион Мали (6): 2000, 2001, 2002, 2005, 2006, 2011
- Обладатель Кубка Мали (2): 2001, 2006
- Обладатель Суперкубка Мали (4): 2000, 2001, 2005, 2006